# Michał Czepita
Michał Wiktor Czepita (ur. 1884 w Buczaczu, zm. 1941 w Warszawie) – polski malarz. 

## Życiorys
W latach 1903–1907 studiował w Akademii Sztuk Pięknych w Krakowie u Floriana Cynka i Józefa Pankiewicza. Po studiach wyjechał do Warszawy, gdzie od 1909 r. wystawiał swoje prace. W 1929 r. wziął udział w Powszechnej Wystawie Sztuki w Poznaniu. W 1932 i 1933 roku miał wystawy indywidualne w Towarzystwie Zachęty Sztuk Pięknych (TZSP). Otrzymał stypendium TZSP, dzięki któremu odbył podróż do Hiszpanii. Należał do Stowarzyszenia Artystów "Pro Arte" oraz do Grupy 12-tu. W marcu 1939 roku, w czterdziestolecie twórczej pracy artysty odbyła się wystawa jego obrazów w warszawskim Salonie Sztuki J. Burof-Strzeszewskiej przy ulicy Marszałkowskiej. 
Jego obrazy można oglądać m.in. w Muzeum Narodowym w Warszawie i Krakowie. Malował głównie kwiaty, pejzaże, portrety oraz wizerunki koni.

## Galeria

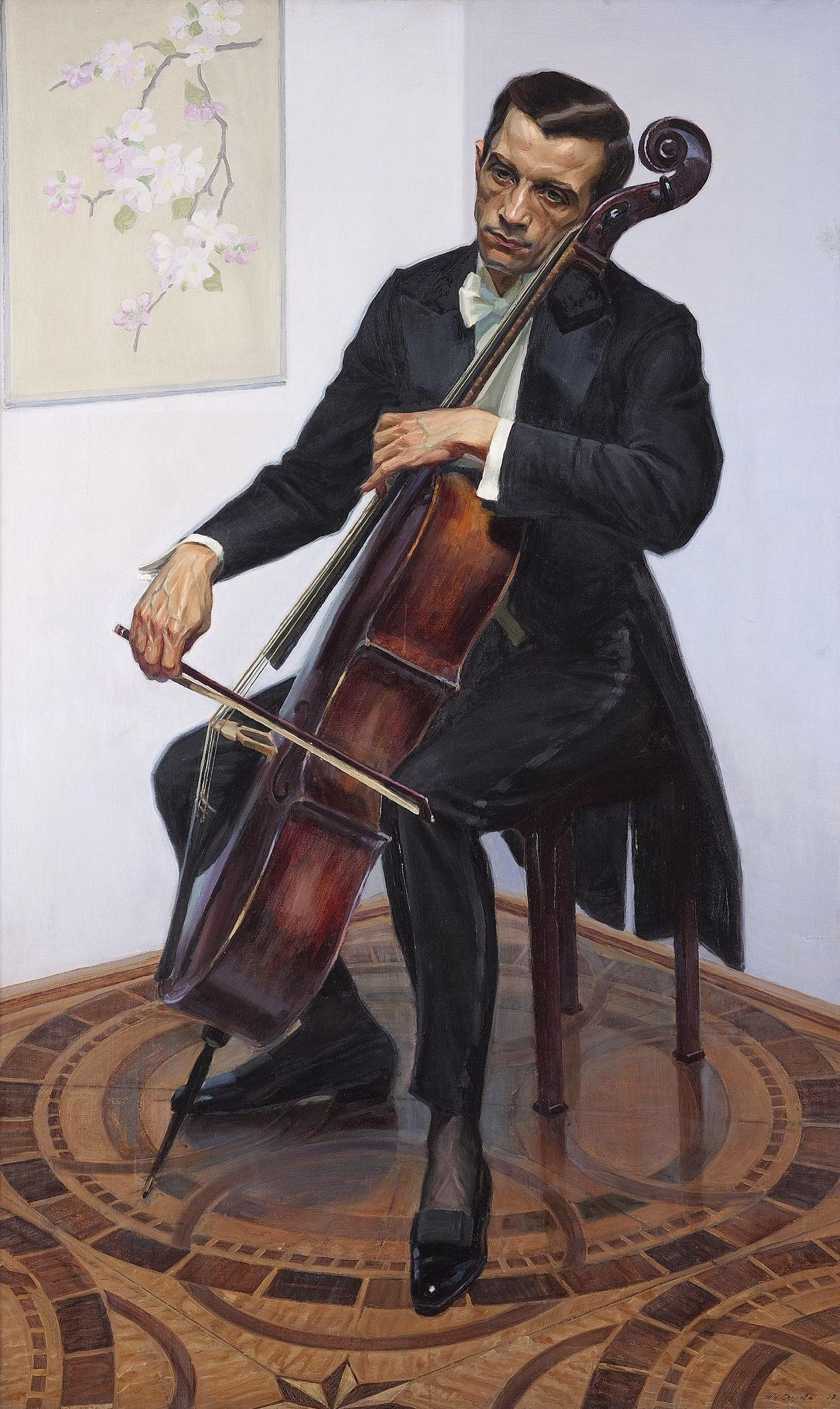
Portret artysty muzyka Piotra Chmielewskiego z wiolonczelą
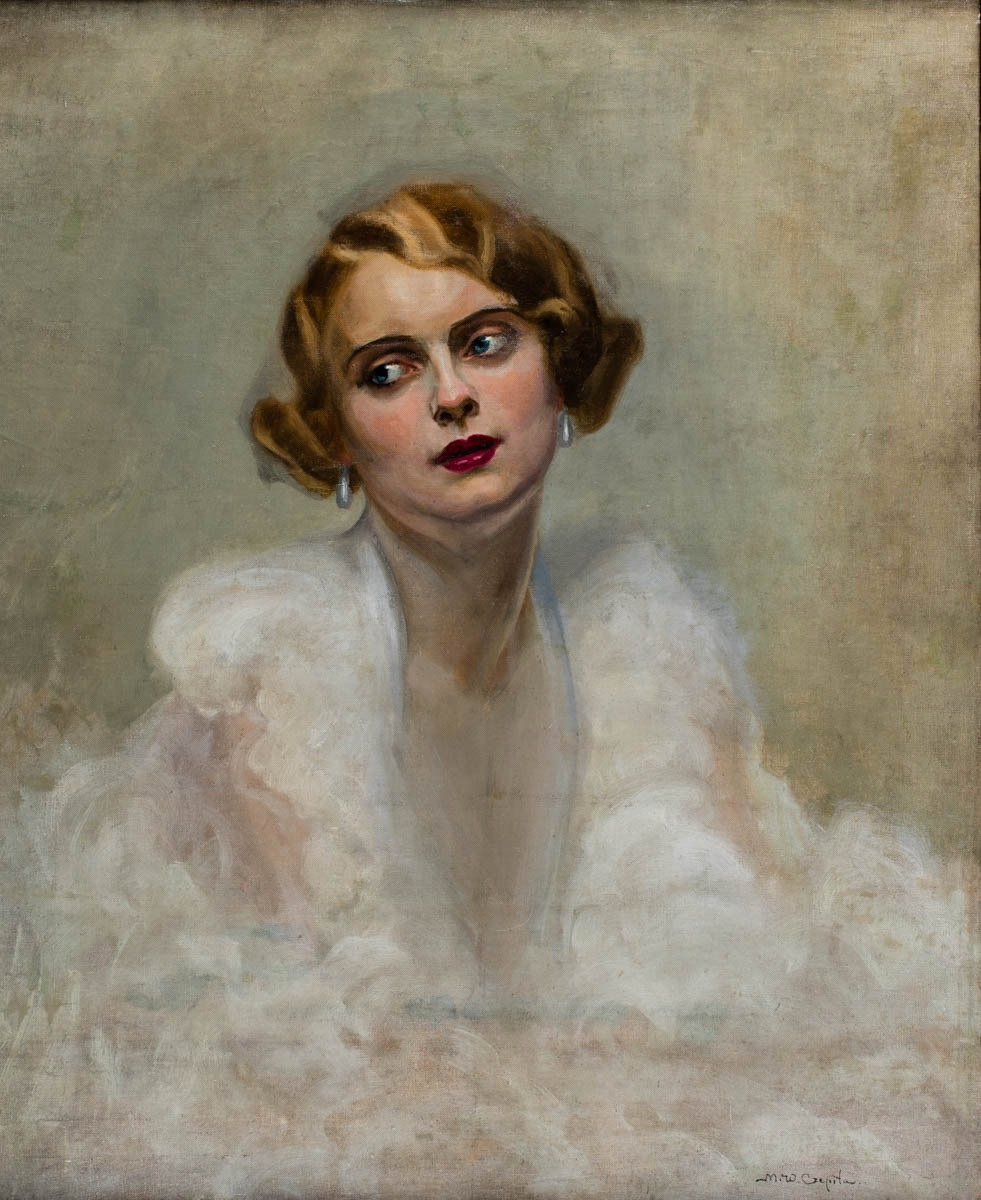
Portret Janiny z Szelągowskich Ryś
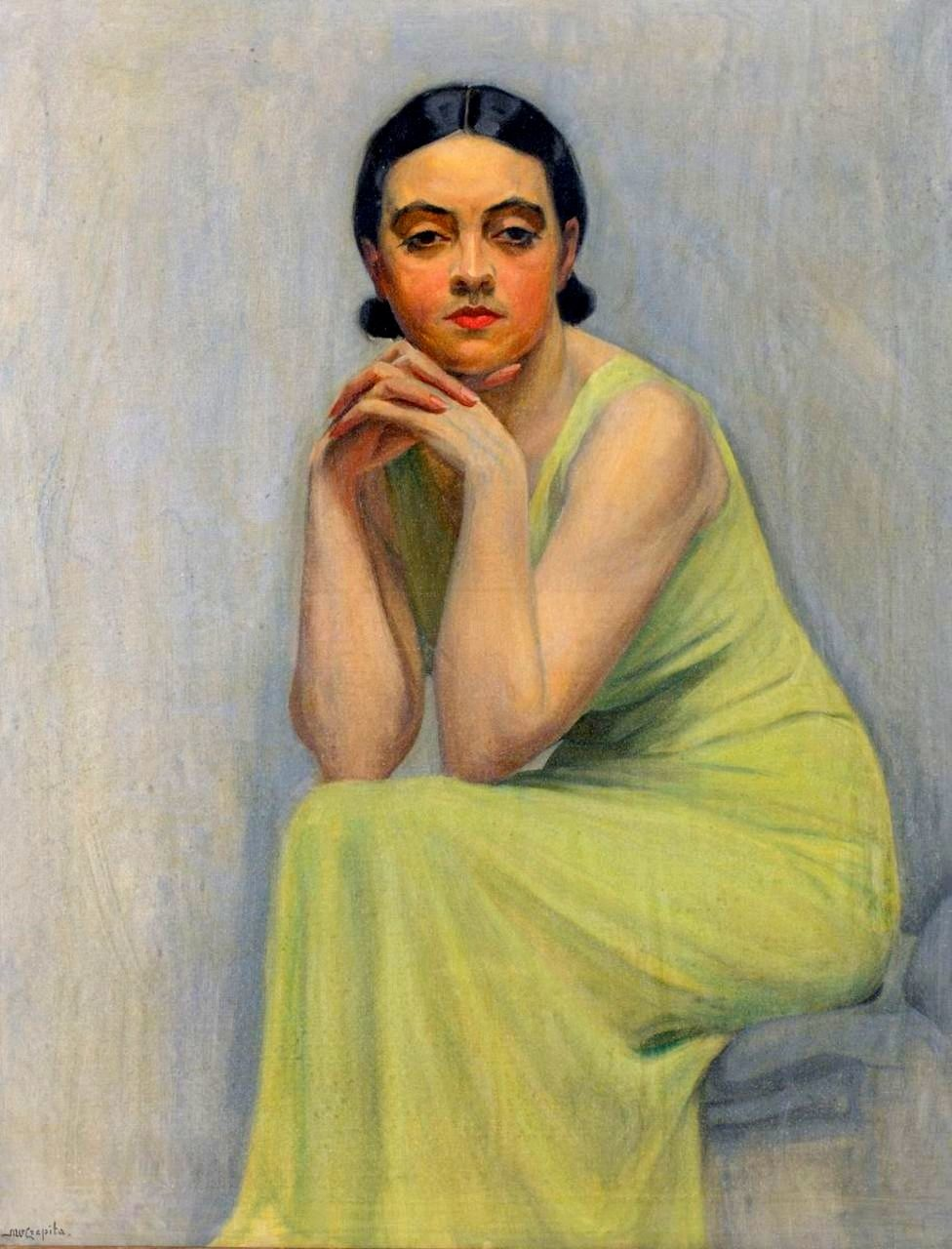
Zamyślona